# Трипторелин
Трипторелин — противоопухолевый препарат, синтетический аналог гонадотропин-рилизинг гормона. Входит в перечень ЖНВЛП.

## Фармакологическое действие
Противоопухолевое средство, синтетический аналог ГРФ. Обладает антигонадотропным действием. Механизм действия основан на непосредственном воздействии на гонады путём уменьшения чувствительности периферических рецепторов к воздействию ГРФ. После короткого начального периода стимуляции гонадотропной функции гипофиза (кратковременное повышение концентрации гонадотропинов) трипторелин подавляет секрецию ЛГ, ФСГ и соответственно функцию яичек и яичников. Вследствие этого происходит ингибирование секреции эстрогенов яичниками до состояния менопаузы, а также снижение секреции тестостерона, концентрации которого могут достигать показателей, которые наблюдаются после хирургической кастрации. Максимальный эффект развивается на 3 нед (полностью прекращается инкреция гонадотропинов, ЛГ и ФСГ, продукция эстрогенов яичниками снижается до концентрации, отмечаемой в менопаузе или посткастрационный период). Менструация обычно наступает не ранее 3 мес после завершающей инъекции. Депо-форма постепенно высвобождает трипторелин с поверхности микрокапсул и обеспечивает поддержание терапевтической концентрации в крови (200—500 нг/мл).

## Фармакокинетика
Биодоступность при в/м введении — 38,8 %, при п/к — 69 %. При п/к введении TCmax — 1 ч, на 4 день — повторное повышение концентрации. В интервале 28 сут повторные инъекции не вызывают повышения концентрации. Распределение по органам и тканям заканчивается через 4 ч, объём распределения — 104 л. T1/2 — 7.6 ч. Плазменный клиренс — 161.7 мл/мин, двухфазный. Элиминируется в 3 раза медленнее природного ГРФ (низкая скорость метаболизации). Выводится почками (менее 4 % дозы).

## Показания
Эндометриоз, миома матки, программа ЭКО, раннее половое созревание, гипогонадотропная аменорея. Симптоматическое лечение прогрессирующего гормонозависимого рака предстательной железы (альтернатива хирургической кастрации).

## Противопоказания
Гиперчувствительность (в том числе к др. аналогам ГРФ). У мужчин — гормононезависимый рак предстательной железы, состояние после предшествующей хирургической кастрации. У женщин — остеопороз (клинически выраженный или повышенный риск его развития), беременность, период лактации. C осторожностью. Синдром поликистозных яичников.

## Лекарственная форма
Лиофилизат для приготовления раствора для подкожного введения, лиофилизат для приготовления суспензии для внутримышечного введения пролонгированного действия, лиофилизат для приготовления суспензии для внутримышечного и подкожного введения

## Режим дозирования
Подкожно, 1 раз в сутки. Первые 7 дней — по 0.5 мг, начиная с 8 дня — по 0.1 мг (поддерживающая доза). При использовании в программе ЭКО на цикл стимуляции достаточно 1 инъекции. Депо-форма: в/м, п/к, разовая доза — 3.75 мг, частота введений — 1 раз в 28 дней, начиная с 3 дня менструации. Длительность терапии не должна превышать 6 мес.

## Побочные эффекты
Со стороны мочеполовой системы (связаны со снижением концентрации половых гормонов в крови): снижение либидо, гинекомастия, снижение потенции, «мажущие» выделения из влагалища или сухость влагалища, боли во время полового акта, «приливы» крови к коже лица, профузный пот. Со стороны нервной системы: головная боль, нарушения сна, лабильность настроения, раздражительность, депрессия, чувство усталости, парестезии, нарушения зрения. Со стороны пищеварительной системы: тошнота, увеличение массы тела, повышение активности «печеночных» ферментов. Со стороны опорно-двигательного аппарата: миалгия, боль в спине, деминерализация костей (без повышения ломкости). Местные реакции: аллергические реакции (гиперемия и зуд в месте введения).

## Особые указания
Перед началом терапии необходимо исключить наличие беременности. В течение первого месяца терапии использовать негормональные контрацептивные средства. Для предотвращения гиперстимуляции следует тщательно контролировать рост фолликулов и лютеиновую фазу (особенно при синдроме поликистозных яичников). В процессе лечения следует регулярно контролировать концентрацию половых стероидных гормонов в плазме (у мужчин и женщин), размер миомы. Непропорционально быстрое уменьшение объёма матки, по сравнению с размерами миомы, в некоторых случаях может являться причиной кровотечения и сепсиса. Менструация обычно наступает через 3 мес после последней инъекции депо-формы, но в некоторых случаях позже. У мужчин в начале лечения возможно повышение концентрации тестостерона в плазме, поэтому в течение 1 нед терапии рекомендуется тщательное наблюдение за состоянием пациента, при необходимости — симптоматическая терапия.